# Верхнеильиновка
Верхнеильи́новка — село в Завитинском районе Амурской области России. Административный центр Верхнеильиновского сельсовета.

## География
Село Верхнеильиновка стоит в верховьях реки Половинка (левый приток реки Завитая).
Село Верхнеильиновка расположено к северо-востоку от города Завитинск.
Дорога к селу Верхнеильиновка идёт на северо-восток от села Болдыревка.
Расстояние до Болдыревки — 17 км, до трассы «Амур» 25 км, до районного центра Завитинск — 29 км.
От автодороги между сёлами Болдыревка и Верхнеильиновка идёт дорога к селу Житомировка.

## Население
| 2002 | 2010 | 2012 | 2013 | 2014 | 2015 | 2016 |
| ---- | ---- | ---- | ---- | ---- | ---- | ---- |
| 383  | ↘235 | ↘213 | ↘205 | ↘198 | ↘191 | ↘185 |
| 2017 | 2018 |      |      |      |      |      |
| ↘169 | ↘161 |      |      |      |      |      |

## Улицы
| - ул. Зелёная, - ул. Интернациональная, - ул. Молодёжная, - ул. Победы, | - ул. Свободная, - ул. Северная, - пер. Таёжный, - ул. Центральная. |

## Экономика
Сельскохозяйственные предприятия Завитинского района.

## Инфраструктура
На расстоянии 3 км севернее села расположен Завитинский заказник.